# Bailliage d'Aubonne
1701–1798
Entités précédentes :
- Seigneurie d'Aubonne

Entités suivantes :
- District d'Aubonne

Le bailliage d'Aubonne est un des bailliages bernois dans le Pays de Vaud. Il succède à la seigneurie d'Aubonne. Il est créé en 1701 après l'achat de la seigneurie par Berne et supprimé en 1798.

## Histoire
La seigneurie d'Aubonne dépend du bailliage de Morges jusqu'à son achat par Berne en 1701.

## Baillis
Les baillis sont les suivants :
- 1733-1739 : Johann Rudolf Dachselhofer[1] ;

- 1769-1775 : Vincent Bernard Tscharner ;

- 1784-1790 : Abraham von Graffenried[2] ;

### Ouvrages
- Johann Georg Altmann, État et délices de la Suisse ou Description historique et géographique des treize cantons suisses et de leurs alliés, S. Fauche, 1778, p. 367
- Louis de Charrière, Les dynastes d'Aubonne, Georges Bridel, 1870, 320 p.